# Iron Belt
Iron Belt – jednostka osadnicza w Stanach Zjednoczonych, w stanie Wisconsin, w hrabstwie Iron.